# Második kínai–japán háború
| 0. Lengyel–ukrán háború                                  | 1918. | 11. 01. - 1919. 07. 18.  |
| 1. Versailles-i békeszerződés                            | 1919. |                          |
| 2. Lengyel–szovjet háború                                | 1919. | 02. 14. - 1921. 03. 18.  |
| 3. Trianoni békeszerződés                                | 1920. |                          |
| 4. Rapallói egyezmény                                    | 1920. | november 12.             |
| 5. Francia–lengyel katonai szövetség (en)                | 1921. | február 16.              |
| 6. Rigai béke (en)                                       | 1921. | március 18.              |
| 7. Menetelés Rómába                                      | 1922. | október 28 - 29.         |
| 8. Korfui összetűzés (olasz-görög) (en)                  | 1923. | aug. - szept.            |
| 9. Müncheni sörpuccs                                     | 1923. | november 8.              |
| 10. A Ruhr-vidék francia–belga megszállása (en)          | 1923. | - 1925.                  |
| 11. Libia megszállása - Második olasz–líbiai háború (en) | 1923. | - 1932.                  |
| 12. Mein Kampf (Harcom) megjelenése                      | 1925. |                          |
| 13. Dawes-terv (en)                                      | 1924. |                          |
| 14. Locarnói egyezmény                                   | 1925. | december 01.             |
| 15. Young-terv (en)                                      | 1929. |                          |
| 16. Nagy gazdasági világválság                           | 1929. | október 24. – 1941.      |
| 17. Mandzsúria japán lerohanása (en)                     | 1931. | 09. 18. - 1932. 02. 26.  |
| 18. Mandzsukuo megszállása                               | 1931  | – 1942.                  |
| 19. Sanghaj-i január 28-i összetűzés (en)                | 1932. | 01. 28. – 03. 03.        |
| 20. Szovjet–lengyel megnemtámadási egyezmény             | 1932. | július 25.               |
| 21. Genfi leszerelési világértekezlet (en)               | 1932. | 02.02. - 1934.06.11.     |
| 22. Első hopeji hadjárat/A nagy fal védelme (en)         | 1933. | 01.01 - 05.31.           |
| 23. Belső-mongóliai hadjárat (en)                        | 1933. | - 1936.                  |
| 24. Hitler lesz a kormányfő és az államfő is egyben      | 1933. | - 1934.                  |
| 25. A tanggui fegyverszünet (en)                         | 1933. | május 31.                |
| 26. Németország újrafelfegyverzése elindul (en)          | 1933. | július 12.               |
| 27. Olasz–szovjet egyezmény (en)                         | 1933. | szeptember 2.            |
| 28. Belső-mongóliai hadjárat (en)                        | 1933. | ápr.- 1936. dec.         |
| 29. Németország elhagyta a leszerelési értekezletet (en) | 1933. | október 14.              |
| 30. Németország kilép a Nemzetek Szövetségéből (en)      | 1933. | okt. 19. - nov. 12.      |
| 31. Német–lengyel megnemtámadási egyezmény               | 1934. | január 26.               |
| 32. A Saar-vidéki népszavazás/visszatérés Németországhoz | 1935. | január 13.               |
| 33. Kötelező sorozás kezdődik Németországban újra (en)   | 1935. | március 16.              |
| 34. Francia–szovjet segítségnyújtási szerződés (en)      | 1935. | május 2.                 |
| 35. Szovjet–csehszlovák segítségnyújtási szerződés (en)  | 1935. | május 16.                |
| 36. He-Umezu egyezmény (en)                              | 1935. | 06. 10. - 1937. 07. 07.  |
| 37. Angol–német tengerészeti egyezmény (en)              | 1935. | június 18.               |
| 38. December 9-i megmozdulások Pekingben (en)            | 1935. | december 9.              |
| 39. Második olasz–etióp háború (abesszíniai háború)      | 1935. | 10. 3.- 1937. 02. 19.    |
| 40. A Rajna-vidéki bevonulás (en)                        | 1936. | március 7.               |
| 41. Spanyol polgárháború kezdete                         | 1936. | júl. 17. - 1939. ápr. 1. |
| 42. A Berlin–Róma-tengely (német–olasz egyezmény)        | 1936. | október 27.              |
| 43. Antikomintern paktum                                 | 1936. | november 25.             |
| 44. Suiyuan hadjárat (en)                                | 1936. | október - november       |
| 45. Hsziani válság (en)                                  | 1936. | december 12-26.          |
| 46. Második kínai–japán háború                           | 1937. | - 1945.                  |
| 47. A USS Panay-incidens (en)                            | 1937. | december 12.             |
| 48. Ausztria bekebelezése (Anschluss)                    | 1938. | március 12.              |
| 49. Májusi válság (német–cseh határ) (en)                | 1938. | május 19 - 23.           |
| 50. Haszan-tavi csata/Csangkufengi összecsapás           | 1938. | júl. 29. - aug. 11.      |
| 51. Német–csehszlovák kisháború (Ordnersgruppe) (en)     | 1938. | szeptember 16 - 17.      |
| 52. Müncheni egyezmény                                   | 1938. | szeptember 29.           |
| 53. A Szudéta-vidék Birodalomhoz csatolása (en)          | 1938. | október 01 - 10.         |
| 54. Első bécsi döntés                                    | 1938. | november 02.             |
| 55. A Szlovák Köztársaság kikiáltása                     | 1939. | március 14.              |
| 56. Csehszlovákia német megszállása (en)                 | 1939. | március 15.              |
| 57. Litvánia náci megfenyegetése, Memel elcsatolása (en) | 1939. | március 20 - 22.         |
| 58. Magyar–szlovák kis háború                            | 1939. | március 23 - 31.         |
| 59. A spanyol polgárháború végső hadműveletei (en)       | 1939. | március 26. - április 1. |
| 60. Danzigi válság (en)                                  | 1939. | március - augusztus      |
| 61. Angol függetlenségi garancia Lengyelországnak (en)   | 1939. | március 31.              |
| 62. Albánia olasz lerohanása (en)                        | 1939. | április 7-12.            |
| 63. Szovjet–angol–francia tárgyalások Moszkvában (en)    | 1939. | ápr. 15.- aug. 21.       |
| 64. Német–olasz barátsági és katonai szerződés           | 1939. | május                    |
| 65. Halhín-goli csata                                    | 1939. | május - szeptember       |
| 66. Molotov–Ribbentrop szerződés                         | 1939. | augusztus 23.            |
| 67. Lengyelország német lerohanása                       | 1939. | szept. 1. - okt. 6.      |

A második kínai–japán háború (1937. július 7. – 1945. szeptember 9.) egy katonai konfliktus volt a Kínai Köztársaság és a Japán Birodalom között. A két hatalom Mandzsúria 1931-es japán megszállása óta harcolt egymás ellen a határvidéken, ám 1937-től ez már totális háborúvá szélesedett. A konfliktus Japán 20. század eleje óta folytatott imperialista politikájára vezethető vissza, amelynek célja az volt, hogy Kínát politikailag és katonailag az uralma alá hajtsa, hogy az ott található fontos nyersanyaglelőhelyeket, a hatalmas munkaerőt és élelmiszerkészletet biztosítsa a maga számára. Ezzel együtt a kínai nacionalizmus erősödése és az önrendelkezési joghoz való feltétlen ragaszkodás is szította a háború tüzét. Már 1937 előtt is sor került konfliktusokra a két fél között, ám ezek csak területi jellegű összecsapások voltak. 1931-ben, a mukdeni incidens után Japán megszállta Mandzsúriát, és ott létrehozta Mandzsukuo bábállamát. 1932-ben, Sanghaj (Shanghai) városában sor került a január 28-i incidensre, amelynek a vége a város demilitarizálása lett. Az utolsó incidens a Marco Polo hídnál történt, ahol a japán hadsereg nagy erőkkel támadást indított, miután egy japán katona rövid időre eltűnt. Az esemény a háború fő kiváltó oka lett.
Kína nem egyedül nézett szembe a japán csapatokkal. 1937 és 1941 között Németország, 1938 és 1940 között a Szovjetunió és a háború hátralévő részében az Amerikai Egyesült Államok támogatta katonailag. Kína ennek ellenére nem jelentett nagy akadályt a Japán Birodalmi Hadseregnek, és pár hónapon belül elesett a főváros, Nanking (Nanjing) is, ahol hat héten át tartó mészárlást rendeztek (ún. nankingi mészárlás). A kínai erők a gyérebben lakott belső területekre szorultak vissza, és a háború végéig kitartottak. Japán kapitulációja után a Kínában lévő japán csapatok is megadták magukat, hivatalosan 1945. szeptember 9-én, ezzel pedig lezárult az ázsiai kontinens legnagyobb huszadik századi háborúja.

## Elnevezések
Kínában ez az esemény leginkább a Japán-ellenes háború (egyszerűsített kínai: 抗日战争, tradicionális kínai: 抗日戰爭, pinjin: kàngrìzhànzhēng, magyaros átírás: kangzsicsancseng), valamint nyolcéves ellenállási háború (egyszerűsített kínai: 八年抗战, tradicionális kínai: 八年抗戰, pinjin: bāniànkàngzhàn, magyaros átírás: baniankangcsan) vagy egyszerűen ellenállási háború (egyszerűsített kínai: 抗战, tradicionális kínai: 抗戰, pinjin: kàngzhàn, magyaros átírás: kangcsan), esetleg második kínai–japán háború (egyszerűsített kínai: 第二次中日战争, tradicionális kínai: 第二次中日戰爭) néven ismert.
Japánban manapság főleg a kínai–japán háború (日中戰爭; niccsú szenszó) elnevezést használják, annak semleges volta miatt. Amikor a háború kitört 1937 júliusában, a japán kormányzat az észak-kínai incidens (華北事變; kahoku dzsihen) elnevezést használta. Később, a sanghaji csata után a kínai incidens (支那事變; Sina dzsihen) kifejezés vált használttá.
Japán kormánya az incidens kifejezést több okból is alkalmazta. Egyrészt nem történt hadüzenetváltás a két fél között, leginkább azért, mert attól féltek, hogy ez esetben a nyugati hatalmak (főleg az Amerikai Egyesült Államok és az Egyesült Királyság) közbeavatkoznának. A másik ok pedig az volt, hogy így Japánnak nem kellett a konfliktust háborúnak tekintenie, ezért a japán hadsereg szabad kezet kapott az eszközök felhasználásában.
Ezek ellenére a japán propaganda következetesen szent háborúnak (szeiszen) nevezte a konfliktust, az első lépésnek a hakkó icsiu („legyen a világ egyetlen család”) elérése felé. Mikor a két fél hivatalosan is hadba lépett 1941 decemberében, a konfliktus hivatalos neve nagy kelet-ázsiai háború (大東亞戰爭; daitóa szenszó) lett.
A második kínai–japán háború kifejezés nem használatos a japán történetírásban, hiszen az első kínai–japán háború (日清戦争; nissin szenszó), amely a Japán Birodalom és a Csing-dinasztia között zajlott, a japán történetírás szemszögéből nem kapcsolódik direkt módon a Kínai Köztársaság és Japán háborújához.

## Háttér
A háború okai egészen az első kínai–japán háború idejére vezethetők vissza. 1894–95-ben a japán csapatok súlyos vereséget mértek a Csing-dinasztia (Qing-dinasztia) által kormányzott Kínára. Emiatt Kína kénytelen volt átadni Tajvan szigetét és elismerni Korea függetlenségét a simonoszeki békében. A Csing-dinasztia (Qing-dinasztia) az összeomlás szélére sodródott a belső lázadások és a külföldi imperializmus miatt, míg Japán nagyhatalommá vált az eredményes modernizációnak hála. A Kínai Köztársaság 1912-ben jött lére, miután a hszinhaj lázadás 1911-ben megdöntötte az utolsó kínai császár, Pu Ji (Puyi) uralmát. A hatalom azonban hamarosan különféle hadurak kezébe került, akik egymással háborúzva gyengítették az országot. Ebből a helyzetből a Kuomintang (Guomindang) nanking (nanjing)i központi kormánya igyekezett kiutat találni, azonban az ország újraegyesítése igen távoli lehetőségnek látszott. Némely hadurak még a külföldi hatalmakkal is szövetséget kötöttek, hogy ellenfeleiket legyőzzék. Például Mandzsúria hadura, Csang Co-lin (Zhang Zuolin) nyíltan együttműködött a japánokkal, azok katonai és gazdasági támogatásáért cserébe.

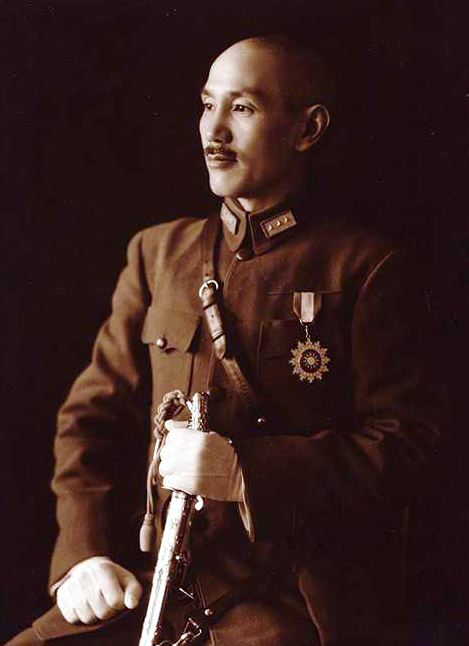
Csang Kaj-sek (Chian Kai-shek), a Kuomintang (Guomindang) vezetője

1915-ben Japán huszonegy követelést nyújtott be a kínai kormánynak, amellyel további gazdasági és politikai kiváltságokat próbált szerezni az országban. Az első világháború lezárulta után a versailles-i békeszerződés Japánnak ítélte a korábban német tulajdonban lévő kínai koncessziókat, így például Santung (Shandong)ot, ez pedig lázongásokhoz és japánellenes tüntetésekhez vezetett az egész országban. A később május negyedike mozgalom néven elhíresült esemény magával hozta a kínai nacionalizmus erősödését, ám a pekingi kormányzat továbbra is képtelen volt ellenállni a külső befolyásnak. Az ország újraegyesítése érdekében a Kanton (Guangzhou)ban székelő Kuomintang (Guomindang)-kormány 1926-ban elindította a két évig tartó északi hadjáratot. A Nemzeti Forradalmi Hadsereg végigsöpört Kínán, és csak Santung (Shandong)ban tudta megállítani a japánok által támogatott Csang Cung-csang (Zhang Zongchang). Ez a konfliktus a csinani incidensbe torkollott, amelynek során a Japán Császári Hadsereg és a kínai erők összecsaptak Csinan (Jinan) városa mellett. Az ütközet végül a kínaiak visszavonulásával zárult le. Ugyanebben az évben a japánok meggyilkolták addigi szövetségesüket, Csang Co-lin (Zhang Zuolin)t, mivel egyre kevésbé volt hajlandó együttműködni velük. Fia, Csang Hszüe-liang (Zhang Xueliang) vette át a hatalmat Mandzsúriában, de az erős japán lobbi ellenére sem volt hajlandó folytatni a harcot a Kuomintang (Guomindang) ellen. A japán elvárásokkal szöges ellentétben 1928-ban kinyilvánította hűségét a Csang Kaj-sek (Chiang Kai-shek) irányította nankingi központi kormányzat iránt, és ezzel létrejött Kína névleges egyesítése.
Ez az állapot azonban nem tartott sokáig. 1930-ban a Kuomintang (Guomindang)gal szövetséges hadurak polgárháborút indítottak Csang Kaj-sek (Chiang Kai-shek) kormányzata ellen. Ráadásul a Kínai Kommunista Párt is fellázadt a kormány ellen, miután Csang (Chiang) katonái 1927. április 11. éjjelén Sanghaj (Shanghai)ban mintegy ezer kommunistát tartóztattak le, és közülük több százat kivégeztek. A kínai kormány minden erejét lekötötték a belső forrongások, és nem tudott a külpolitikára energiát fordítani, ezért az „először belső béke, majd külső ellenállás” (kínaiul: 攘外必先安内) stratégiáját fogalmazta meg.

## A háború menete

### Mandzsúria megszállása
Mandzsúriát több szempontból is kívánatos célpontnak tekintette a Japán Birodalom. Hatalmas nyersanyagkészleteire nagy szüksége volt a japán iparnak, és harmincmilliós lakossága kitűnő piacnak ígérkezett a nyugatról (a nagy gazdasági világválság magas vámjai miatt) kiszoruló japán készáru számára. Másrészről a japán nacionalizmus egyik fő célkitűzése volt a Mandzsúriát északról határoló Amur folyót mint természetes határvonalat elérni. A Japán Császári Hadsereg a mukdeni incidens után kezdte meg az országrész megszállását. 1932 februárjában, alig hat hónap után pedig létrehozták Mandzsukuo bábállamát, az utolsó kínai császár, Pu Ji vezetésével. A kínaiak, akik a folyamatos belviszályok miatt nem tudtak eredményesen harcolni Japán ellen, a Népszövetséghez fordultak segítségért. Az ekkor megszülető Lytton-jelentés feltárta a japánok agresszióját, és a felszólítások hatására az ország inkább véglegesen kilépett a Népszövetségből. A megbékítés politikájának jegyében egyetlen ország sem kezdett büntetőhadjáratot Japán ellen.
1932-ben sor került a sanghaj (shanghai)i január 28-i incidensre, ahol a kínai és japán csapatok kemény harcot vívtak a város birtoklásáért. Az összecsapás végül a város demilitarizálásával ért véget, és mindkét fél kivonta egységeit. Eközben Mandzsukuo területén megindultak a hadműveletek a gerilla-hadviselést folytató Japán-ellenes Önkéntes Hadsereg felszámolására. A japán uralom megszilárdítására japánok ezreit kezdték betelepíteni az országba.
1933-ban a Kvantung-hadsereg megtámadta a kínai nagy fal vidékét, és megszállta Jehol (ma Rehe) tartományát. A kínaiak a tanggui fegyverszünetben lemondtak erről a területről, a Peking–Tiencsin (Tianjin) vonal mentén pedig demilitarizált övezetet hoztak létre. Ezzel az volt a japánok célja, hogy ütközőterület húzódjon Mandzsukuo és a nankingi nacionalista kormányzat között.
Japán kihasználta a Kínában dúló belviszályokat, hogy gyengítse ellenfelét. Emiatt fordulhatott elő, hogy még évekkel az északi hadjárat után is a nacionalista kormányzat hatalma mindössze a Jangce (Yangtze)-delta területére terjedt ki, Kína többi része a különféle hadurak irányítása alatt állt. A japánok kínai kollaboránsokat támogattak, hogy velük szövetséges államokat hozzanak létre Kína területén. Ezt a politikát Észak-Kína elkülönítésének vagy ismertebb nevén Észak-Kínai Függetlenségi Mozgalomnak hívták. Ez Santung (Shandong), Sanhszi (Shanxi), Hopej (Hebei), Sujjüan (Suiyuan) és Csahar (Chahar) tartományokat érintette főként.
Ez a politika főleg Belső-Mongólia Autonóm Terület és Hopej (Hebei) területén volt hatásos. 1935 júliusában titokban aláírták a He-Umezu egyezményt, amely megtiltotta a Kuomintangnak, hogy Hopej (Hebei) területén csapatokat állomásoztasson, pártaktivitást fejtsen ki, valamint az ország japánellenes szervezeteit is be kellett tiltania. Ugyanebben az évben a Csin–Doihara egyezmény Csahar (Chahar)ból is kitiltotta a kínai hivatalos szerveket. Így 1935 végére a nankingi kormányzat tulajdonképpen kivonult Észak-Kínából. Az így keletkezett hatalmi űrt a japánok töltötték ki: megalakították a Kelet-Hopeji Autonóm Tanácsot és a Hopej–Csahari (Hebei–Chahari) Politikai Tanácsot, Csahar (Chahar) fennmaradó részén pedig 1936. május 12-én hozták létre a Mongol Katonai Kormányzatot (蒙古軍政府). A kínai ellenállók azonban tovább folytatták tevékenységüket Mandzsukuo és Északkelet-Kína területén.

### A konfliktus kiszélesedése
A történészek többsége a háború kezdetét 1937. július 7-ére, a Marco Polo hídi incidens idejére teszi, amikor a Peking felé vezető fontos hidat a Japán Birodalmi Hadsereg megtámadta, miután egy közkatona rövid időre eltűnt. Japán csakis a Hopej–Csahari (Hebei–Chahari) Politikai Tanáccsal volt hajlandó tárgyalni, és később is csak a helyi hatóságokkal bocsátkoztak tárgyalásokba, a központi kormánnyal nem. Július 20-án a második ultimátum után általános támadást indítottak a japánok. Mivel a helyi védőerők gyengén felfegyverzettek voltak, a támadók hamar bevették Pekinget és Tiencsin (Tianjin)t.
A tokiói főparancsnokság még az elért eredmények ellenére sem szerette volna a konfliktust tovább szélesíteni, a Kuomintang vezetése azonban megelégelte a japánok akcióit, és az incidenst követő támadást töréspontnak nevezte.

„Elérkeztünk ahhoz a ponthoz, amikor nem tűrhetünk tovább, nem teszünk több engedményt. Az egész nemzetnek egy emberként kell felkelnie és harcolnia a japán rablókkal, mindaddig, amíg meg nem semmisítjük őket és amíg életünk nem lesz biztonságban”

– Csang Kaj-sek (Jiang Jieshi)

Csang Kaj-sek (Chiang Kai-shek) mobilizálta a nacionalista hadsereget és a légierőt, és az ő közvetlen irányítása alatt augusztus 13-án megtámadták a Sanghaj (Shanghai)ban állomásozó japán csapatokat, ami a sanghaji csatához vezetett. A Japán Császári Hadseregnek további 200 000 katonát, hadihajókat és a légierőt kellett mozgósítania, hogy a várost ellentámadással bevegyék. A harc három hónapig húzódott, és a veszteségek messze meghaladták az eredetileg tervezettet.
A sanghaji győzelmet kihasználva a japán sereg december 12-én elfoglalta a nacionalisták fővárosát, Nanking (Nanjing)ot, majd Dél-Sanhszi (Shanxi) tartományt. A hadműveletekben 350 000 japán katona vett részt, és ennél jóval több kínai. A japán katonák a város eleste után vérfürdőt rendeztek, amely során 40 000–300 000 kínai civil halt meg, és 80 000 nőt megerőszakoltak. Az esemény a nankingi mészárlás vagy Nanking (Nanjing) „meggyalázása” néven vált ismertté. Mindeközben a visszavonuló kínai erőket nem üldözték, mert bizonyosnak tűnt a japán hadvezetés számára a kapituláció.
1938 elején a tokiói főparancsnokság továbbra sem engedélyezte a háború kiszélesítését, és a japánok csapatok mindössze kisebb területeket foglaltak el Nanking (Nanjing) és Sanghaj (Shanghai) környékén, illetve fokozatosan megszállták Észak-Kínát. Ezek a tilalmak azt szolgálták, hogy megőrizzék az erőket a Szovjetunió esetleges támadásának a visszaverésére, ám eddigre a főparancsnokság elvesztette az irányítást a Kínában állomásozó haderő felett. Az elért győzelmek hatására a japán parancsnokok általános támadást indítottak, ami végül a japánok tajercsuang (taierzhuang)i vereségével végződött. A japán hadvezetés ezért taktikát váltott, és minden erejét egy Vuhan (Wuhan) elleni támadásra összpontosította, amely Nanking (Nanjing) eleste után Kína gazdasági, politikai és katonai központjává vált. Azt remélték ettől a támadástól, hogy szétzúzza a Nemzeti Forradalmi Hadsereget, és békekötésre kényszeríti a Kuomintang vezetését.
Hogy késleltessék a japán előrenyomulást, a kínaiak átvágták a Sárga-folyó gátjait, előidézve a folyó 1938-as áradását, ami ugyan három hónap haladékot adott, mellette millióknak okozott szenvedést. A város október 25-én elesett, azonban Vuhan (Wuhan) elfoglalása sem hozta meg a várt eredményt, mint ahogy Kanton 22-én harc nélküli elfoglalása sem. A nacionalista kormányzat Csungking (Chongqing)ba menekült, és Csang Kaj-sek (Jiang Jieshi) továbbra sem volt hajlandó tárgyalni, amíg vissza nem állnak az 1937 előtti határok. Japán ezután 1944 áprilisáig nem indított újabb nagy offenzívát.
Ahogy a japán veszteségek és költségek növekedtek, a tokiói főhadiszállás úgy döntött, hogy megtorló légitámadásokat indít Csungking (Chongqing) és más, kínai kézen lévő nagyvárosok ellen. A légicsapásokban milliók haltak vagy sebesültek meg, és váltak hontalanokká. 1938 májusa és 1941 júniusa között a japán légierő 218 légitámadást hajtott végre a város ellen, többek között repesz- és gyújtóbombákkal, amik összesen 12 ezer halálos áldozattal jártak. Csungking (Chongqing)ban volt sziréna a támadások jelzésére, de sok más kínai településen nem; itt póznákra felhúzott léggömbökkel jelezték a közelgő támadást.
1939-ben a háború új fázisba lépett a japánok addig példa nélküli, dél-kuanghszi (dél-guangxi) csatában és Csangsánál (Changshánál) elszenvedett vereségei után. A kedvező eredmények arra bátorították a kínai hadvezetést, hogy megindítsa az első nagyméretű ellentámadást 1939 végén. Azonban a csekély hadiipari kapacitás és a modern hadviselésben való tapasztalatlanság miatt a kínai hadsereg vereséget szenvedett. Rudolph Joseph Rummel történész egyenesen fiaskónak nevezte a támadást. Csang ezek után már nem kockáztathatott meg több hasonló offenzívát a rosszul képzett, gyengén felszerelt, szervezetlen nacionalista hadsereggel. Időközben az ellene szervezkedő tényezők is megerősödtek mind a Koumintangon belül, mind egész Kínában. Legjobb katonáit már a sanghaji csata idején elvesztette, és jelenleg a tábornokok markában volt, akik nagyfokú függetlenséget élveztek a központi kormányzattól.

### Kollaboráció és ellenállás

#### AVang Csing-vej(Wang Jingwei)-kormány

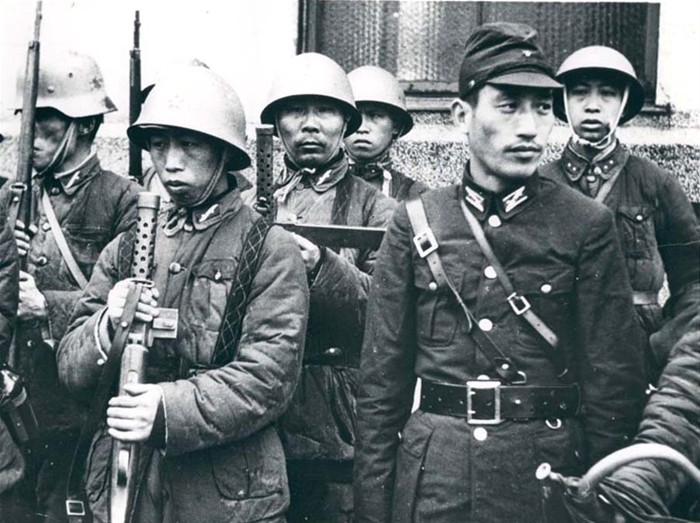
Japánok által felfegyverzett kínai kollaboránsok

A háború előrehaladtával a japánok nagy gondban voltak az általuk elfoglalt területek irányítását és ellenőrzését illetően. Mivel a harc állóháborúvá alakult, és sok katonát lekötött, békére törekedtek a nacionalista kormányzattal. A Kuomintangon belül is voltak ilyen hangok, főleg Vang Csing-vej (Wang Jingwei) és hívei, akik el akarták fogadni a Japán diktálta feltételeket: Mandzsukuo elismerése, gazdasági együttműködés és közös küzdelem a kommunisták ellen. Vang (Wang) – miután nem tudta meggyőzni Csang Kaj-seket (Jiang Jiesit) – 1938. december 21-én átszökött a határon a japánok által megszállt területre, majd Hanoiba. Az általa intézett békefelhívást a Koumintang vezetőségének nagy része visszautasította, és Vang (Wang)ot kizárták a pártból. Mivel békekötést nem sikerült kicsikarni, 1940. március 30-án megalakult az általa vezetett kormány Nanking (Nanjing)ban, amihez 40 korábban magas tisztséget betöltő híve is csatlakozott. Vang (Wang) csak ügyvezető elnöki pozíciót kapott. Azonban a japánok által elkövetett atrocitások és a tényleges hatalom hiánya miatt igen népszerűtlen volt a lakosság körében, és nem befolyásolhatta érdemben a kínai helyzetet. A japánok egyetlen sikere egy nagy létszámú, mintegy félmilliós Kínai Kollaboráns Hadsereg összetoborzása volt, amely segített fenntartani a rendet a megszállt területeken.

#### Muzulmán dzsihád a japánok ellen

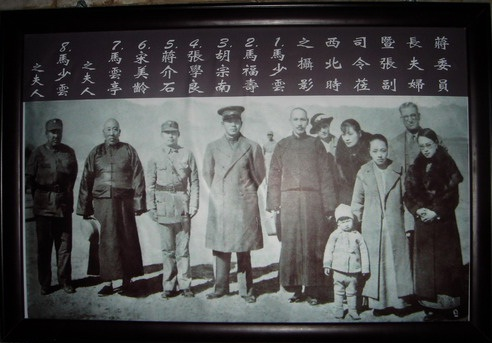
Ma Fu-sou (Ma Furshou) családjával és Csang Kaj-sekkel (Jiang Jiesivel) közösen

A kínai kollaboránsok mellett a japánok szerették volna felhasználni a különféle etnikai kisebbségeket is, hogy újabb támogatókra tegyenek szert, de csak a mandzsuk, a mongolok, a tibetiek és az ujgurok esetén sikerült ezt elérniük. A muszlim vallású hui nép nem csatlakozott hozzájuk, sőt, a kínai seregben harcoltak ellenük. Amikor megkeresték Ma Pu-fang (Ma Bufang) kínai muzulmán tábornokot, hogy átállítsák őt az oldalukra, eredmény nélkül voltak kénytelenek távozni. Ezután a tábornok Hu Szung-san (Hu Songshan) imám támogatója lett, aki a japánok vereségéért imádkozott. 1938-ban Csinghaj (Qinghai) kormányzójává és egy hadseregcsoport vezetőjévé nevezték ki, amiben igen nagy szerepe volt japánellenes érzelmeinek. Ezen kívül az ő személye jelentette a legnagyobb akadályt a tibetiekkel való kapcsolattartásban a japán titkosszolgálat számára. Egy japán ügynök egyenesen az egyik legfőbb ellenségnek nevezte őt.
A szintén kínai származású muszlim Ma Csan-san (Ma Zhanshan) már a háború kezdete előtt is harcolt a japánok ellen. Csang Hszüe-liang egyik tábornoka volt, akit Doihara Kendzsi állított át a japánok oldalára, és a tőlük kapott pénzből fedezte a harcot ellenük. A háború kitörése után ismét harcba kezdett a japán csapatok ellen, és Szujjüan tartományban vezetett gerillacsapatokat. Mint ahogy a japánok maguk is feljegyezték, nagy szerep jutott a háború során a Paj Csung-hszi (Pai Chungxi)hoz és Ma Csan-san (Ma Chan-shan)hoz hasonló, muszlim vallású tábornokoknak.
A japán vezetés egyik terve az volt, hogy támadást indítanak Ninghszia-Huj Autonóm Terület (Ningxia) ellen Szujjüan (Suiyuan)ból, és ott egy muszlim államot hoznak létre. A tervet 1940-ben a muzulmán vallású tábornok, Ma Hung-pin (Ma Hongbin) hiúsította meg, akinek katonái visszaverték a támadást, és utóbb ők indítottak akciókat a japánok ellen. Később újabb nagy erejű támadás indult Szujjüan tartomány ellen, amelyet végül ismét Ma Hung-pin muzulmán vallású katonái vertek vissza, igen súlyos veszteségeket szenvedve.
A japánok remélték, hogy a kínai muszlimokban szövetségesre találnak, ám nagyot tévedtek. Döntő többségük elutasította a japánok ajánlatát, és erős Japán-ellenes propagandát fejtettek ki. A japánok ellen szent háborút, dzsihádot hirdettek, amely minden kínai muszlim számára kötelező volt. A Jüehua, az iszlámot követő kínaiak egyik lapja Korán- és Hadísz-idézeteket közölt, ezzel igazolva a Csang Kaj-sek (Chiang Kai-shek) melletti kiállás és a japánok elleni háború igazságos voltát.

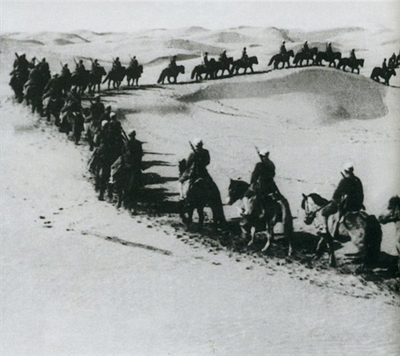
Kínai muzulmán lovasság

A már említett imám, Hu Szung-san (Hu Songshan) utasításba adta Ninghszia összes imámjának, hogy prédikációikkal a kínai nacionalizmust dicsőítsék. Ma Hung-kuj (Ma Hongkui), a tartomány kormányzója is segítette abban, hogy ezt az utasítást betartsák. Hu volt a Jihovani nevezetű muszlim testvériség vezetője, és irányítása alatt a szervezet a kínai nacionalizmus és patriotizmus mellett kötelezte el magát, hangsúlyozva az oktatás és az egyéni szabadságjogok fontosságát. Ezen kívül még több dologban is fontos támogatást nyújtott a kínai államnak. Miután a háború kitört, megparancsolta, hogy a kínai lobogónak minden reggeli ima előtt tisztelegjenek, és hazafias beszéd is hangozzon el. A Korán tekintélyét felhasználva sürgette a muzulmánokat a haza iránti önfeláldozásra. Ezen kívül egy imát is írt kínai, valamint arab nyelven, amely Allahhoz fohászkodott a japánok vereségéért.
A háború során Ma Pu-fang muszlim vallású lovasai sikeres ellentámadást indítottak Szujjüan tartományban, és visszafoglalták Tingjüanjing (Dingyuanying) városát. Az itt élő mongol herceget, Darijayát letartóztatták, mivel 1938-ban találkozott a japánok egyik titkos ügynökével, Doihara Kendzsivel. Ezután száműzték, és 1944-ig nem hagyhatta el Lancsou (Lanzhou)t. Ma Pu-fang és Ma Hung-kuj lovasai ezután védelemre rendezkedtek be, és a japánoknak a háború folyamán már nem sikerült ismét megszerezniük Lancsout (Lanzhout).
Csang Kaj-sek (Chiang Kai-shek) úgy gondolta, hogy a tibetiek is összejátszanak a japánokkal, ezzel veszélyeztetve hátországát. 1942-ben ezért utasítást adott Ma Pu-fangnak, hogy javítson meg egy Tibet határa közelében álló leszállópályát, és vezényeljen katonákat Tibet határvonalára. Ma Pu-fang (Ma Bufang) végrehajtotta a parancsot, több ezer katonát vezényelt a térségbe, valamint a repülőteret is helyrehozatta. Csang (Chiang) ezután invázióval és bombázással fenyegette meg a tibetieket arra az esetre, ha nem működnek együtt. Ma Pu-fang (Ma Bufang) nyíltan ellenségesen viselkedett a mongolokkal és a tibetiekkel szemben, és katonái több etnikai tisztogatást is végrehajtottak a háború folyamán. Akcióik során több tibeti buddhista templomot is felégettek.

#### A kínai ellenállási stratégia
A kínaiak stratégiája, hogy visszaszorítsák a japán támadókat, két nagy periódusra osztható:

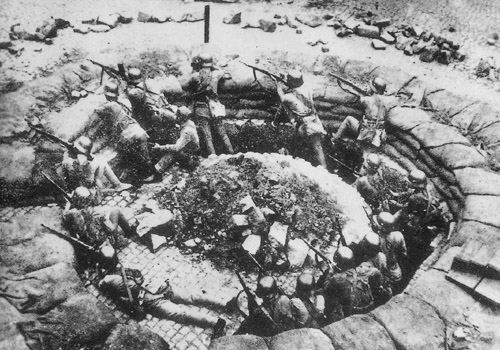
Kínai katonák Sanghaj (Shanghai) városában 1937-ben. A három hónapos csatában a nacionalista elitcsapatok felmorzsolódtak

Első időszak: 1937. július 7. (Marco Polo hídi incidens) – 1938. október 25. (vuhani csata)

A Japán Birodalommal ellentétben a Kínai Köztársaság nem készült fel egy totális háborúra, így alacsony hadiipari kapacitással rendelkezett, nem voltak gépesített egységei, és kevés harckocsija volt. Az 1930-as évek közepéig a kínai vezetés remélte, hogy a Népszövetség képes lesz megakadályozni Japánt a további agressziók elkövetésében. Ráadásul ebben az időszakban a Kuomintang (Guomindang) egyre jobban belemerült a Kínai Kommunista Párt ellen folytatott polgárháborújába, Csang Kaj-sek (Chiang Kai-shek) pedig sokkal fontosabbnak tartotta a belső rendteremtést, mint a japánok elleni harcot. Ahogy kijelentette egyszer: „Előbb számoljuk fel a banditákat, azután majd szembefordulhatunk a japánokkal.”
Csang (Chiang) tudta, hogy még ebben a kedvezőtlen helyzetben is csak úgy van lehetőség az USA és a többi demokratikus állam támogatását elnyerni, ha Kína bizonyítja, hogy képes eredményesen harcolni. Egy gyors visszavonulás ennek éppen ellenkezőjét sugallta volna, így Csang (Chiang) úgy döntött, mindent bevet a sanghaji csatában. Harcba küldte a németek által kiképzett elithadosztályait is, hogy megvédje az ország legiparosodottabb városát. A csata három hónapig tartott, mindkét oldal jelentős veszteségeket szenvedett el, és a kínaiak visszavonulásával ért véget. Habár a csata súlyos vereséggel végződött a kínaiak számára, lélektani hatása igen nagy volt. Bizonyította, hogy a kínaiakat nem lehet könnyedén legyőzni, megmutatta az ország elszántságát a világ számára, és a kínai népnek is nagymértékben javult a hangulata. Ezen felül véget vetett annak a japán gúnyolódásnak, hogy a Japán Birodalom három napon belül elfoglalja Sanghaj (Shanghai)t, és három hónap alatt az egész országot.
Ezután a kínai stratégia fő célja az időnyerés lett. Minél tovább kívánták késleltetni a japán előrenyomulást, hogy a hátország ipari létesítményei számára időt nyerjenek, és azok átköltözhessenek Csungking (Chongqing)ba. A felperzselt föld taktikáját alkalmazva a kínai sereg gátakat és töltéseket rombolt le, ami nagyméretű árvizekhez vezetett, ezzel jelentősen lelassítva a japán sereg előrehaladását 1938-ban. Nemcsak gyárakat, de nyersanyagot, több tízezer munkást, egyetemeket, könyvtárakat és minden mozdítható értéket is nyugatra költöztettek. Az áttelepülő vállalatoknak különböző előnyöket kínáltak.
Második időszak: 1938. október 25. (vuhani csata) – 1941. december 7. (Pearl Harbor elleni japán támadás)

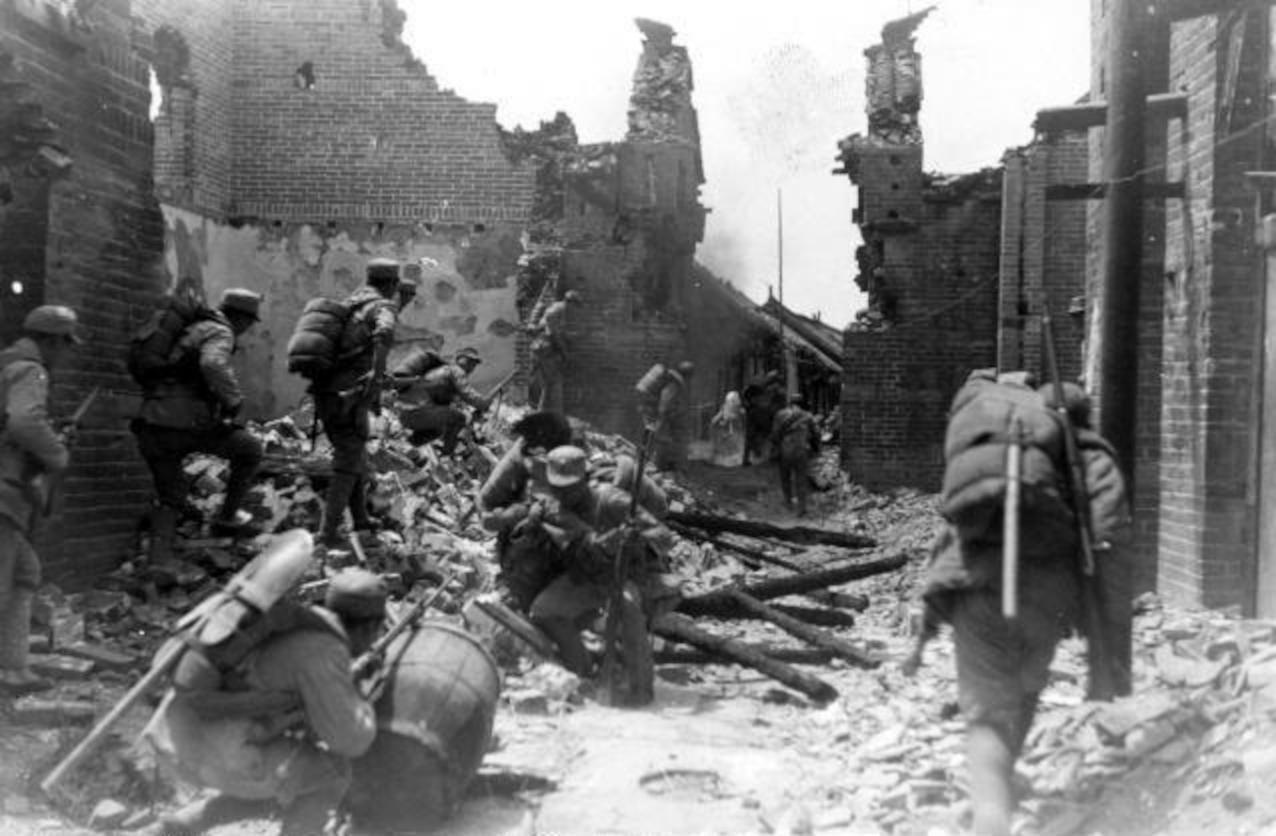
Tajercsuang (Taierzhuang)nál a kínai erők kemény közelharcban legyőzték a japánokat, nagy vereséget mérve rájuk

Ebben az időszakban az vált a fő céllá, hogy minél inkább meghosszabbítsák a háborút, kimerítve ezzel a japánok nyersanyagkészleteit, időközben felépítve saját hadiiparukat. Joseph Stilwell amerikai tábornok úgy nevezte ezt a stratégiát, hogy „túléléses győzelem”. Ennek megfelelően a Kínai Forradalmi Hadsereg magára vonta az ellenséges erőket, egy bizonyos pontra vezetve őket, ahol tőrbe csalták vagy bekerítették ezeket a csapatokat. Jól példázza ennek a stratégiának a sikerességét Csangsa (Changsha) 1939-es és 1941-es védelme, amely során érzékeny veszteségeket okoztak a japánoknak.
Ezalatt a helyi partizánok folytatták a japán csapatok folyamatos zaklatását, jelentősen megnehezítve a hatalmas kínai földterületek feletti ellenőrzést. 1940-ben a kommunista csapatok fontos offenzívát indítottak, vasúti síneket és egy fontos szénbányát is felrobbantva. Az ilyen és ehhez hasonló akciók feldühítették a japán hadvezetőséget, amely a három pusztítás (mindent felgyújtani, mindenkit megölni, mindent elrabolni) politikájának bevezetésével kívánt válaszolni. Micujosi Himeta történész szerint a felperzselt föld taktikája 2,7 millió kínai halálát okozta.
Habár 1941-re a Japán Császári Hadsereg megszállta egész Észak-Kínát és a part menti területeket, a Kuomintang (Guomindang) erői visszavonultak az ország belső része felé, és makacsul ellenálltak, míg a kommunista erők továbbra is tartották magukat Senhszi (Shaanxi) tartományban. Ráadásul a japánok tényleges hatalma mindössze a vasútvonalakra és a városokra terjedt ki, a vidéki területeken nem volt számottevő a jelenlétük, így ezek az ellenállás melegágyaként szolgáltak. Ez a patthelyzet egyre több japánt elbizonytalanított a döntő győzelem lehetőségével kapcsolatban.

### A kínai nacionalisták és a kommunisták viszonya
A Kínai Kommunista Párt és a Kuomintang (Guomindang) (Nemzeti Párt) erői között már 1927 óta óta folytak harcok. A szorongatott helyzetben lévő kommunista erők végül 1934 októberében kénytelenek voltak elhagyni bázisaikat, és megkezdték a hosszú menetelést. 370 nap alatt csaknem 12 500 kilométert tettek meg, és Csianghsziból (Jiangxiból) Senhszibe (Shaanxibe) helyezték át központjukat. Az ezután következő polgárháborúban egyik fél sem tudott a másik fölé kerekedni, és a konfliktus állandósult.
Ennek az állapotnak végül Csang Hszüe-liang (Zhang Xueliang), a Mandzsúriából elűzött hadúr és Jang Hu-csang (Yang Hucheng) vetettek véget, akik 1936. december 12-én foglyul ejtették Csang Kaj-sek (Chiang Kai-shek)et, és arra kényszerítették, hogy megegyezzen a kommunistákkal. A két fél beszüntette az egymás elleni harcot, és december 24-én létrehozták a Második Egyesített Frontot, hogy felkészüljenek a japánok elleni küzdelemre. Az egységfront 1937. szeptember 23-án jött létre de jure, amikor a Kuomintang (Guomindang) nyilvánosan is közzétette, hogy hajlandó a kommunistákkal együttműködni. A szövetség a nacionalisták és a kommunisták között azonban csak névleg volt egyesített, hiszen a kommunikáció az újdonsült szövetségesek között minimális volt.
Az Egyesített Fronton belül kezdettől fogva sok súrlódás volt. Mindkét fél törekedett arra, hogy minél nagyobb területen szerezzen meg magának a japánok által meg nem szállt részekből. 1940 végén, 1941 elején ez komoly összeütközésekhez vezetett a Kuomintang (Guomindang) és a Kínai Kommunista Párt között. 1940 decemberében Csang Kaj-sek (Chiang Kai-shek) felszólította a kommunista sereget, hogy ürítsék ki Anhuj (Anhui) és Csiangszu (Jiangsu) tartományokat. A nyomás hatására ezt a kérést végül teljesítették. 1941-ben az Új Negyedik Hadsereg incidensben több ezer kommunista vesztette életét, és ez az Egyesült Front felbomlásához is vezetett.

### Külföldi támogatás Kínának
A Japánnal való háború kiszélesedése után a külföldi hatalmak vonakodtak segítséget nyújtani Kínának, mivel az volt a véleményük, ezt a háborút úgyis a japánok nyerik meg. Ráadásul a segítségnyújtás rontotta volna kapcsolatukat azzal a Japánnal, amely azzal gúnyolódott, hogy Kínát mindössze három hónap alatt legyőzi. A Szovjetunió és a Harmadik Birodalom még a háború kezdete előtt nyújtott segítséget Kínának, míg az Amerikai Egyesült Államok az 1941-es hadba lépése után.

#### Német támogatás
A háború kitörése előtt a két ország között gazdasági és katonai együttműködés volt, amelynek keretében Németország modernizálni kezdte Kína iparát és hadseregét nyersanyagokért cserébe. A német újrafegyverkezés időszakában a fegyverexport több mint fele ide áramlott. Azonban a kért 30 hadosztályból mindössze nyolc került kiképzésre, mert Németország 1938-ban visszavonta támogatását. Erre azért került sor, mert Adolf Hitler német kancellár a Japán Birodalommal kívánt szövetkezni a Szovjetunió ellen.

#### Szovjet támogatás
Németország és Japán szövetsége miatt a Szovjetunió érdeke lett a kínai kormányzat támogatása, hogy lekösse a japán csapatokat, megóvva Szibériát egy japán támadástól. A kapcsolatok javulásának első jele az 1937. augusztus 21-én kötött szovjet-kínai megnemtámadási szerződés volt. A Szovjetunió ezután nem sokkal elkezdte a tényleges támogatást is: előbb vízi úton, majd egy három hét alatt épített háromezer kilométeres aszfaltúton szállítottak I–16 Polikarpov repülőgép-alkatrészeket, amelyeket aztán Kínában szereltek össze. Ezen kívül szovjet katonai tanácsadók is érkeztek az országba. A Szovjetunió mintegy 500 millió dolláros vásárlási kölcsönt folyósított Kínának, amelyet fegyverekben, illetve ellátmányokban szállítottak le.
Összesen mintegy ezer repülőgépet, tüzérségi eszközöket és lőszert szállítottak le a szovjetek, amelynek egy részét a kommunista csapatokat kellett továbbadni. A szovjet támogatásnak végül a szovjet-japán megnemtámadási szerződés és a Barbarossa hadművelet megindulása vetett véget, mivel az előbbi biztosította, hogy az ország nem fog kétfrontos háborúba bonyolódni. A kínaiak oldalán 3655 „önkéntes” szovjet pilóta harcolt, akik közül 227-en vesztették életüket a harcokban.

#### Szövetséges támogatás

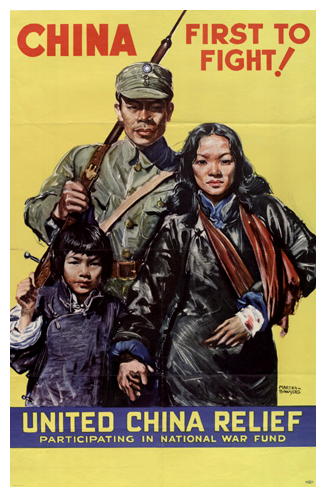
Kína támogatására buzdító amerikai propagandaplakát

A háború elején a nyugati hatalmak nem támogatták tevékenyen Kínát, Franciaország megtagadta a fegyverexportot, az Egyesült Államok és Nagy-Britannia pedig folytatták a hadi szállítást Japánba. A változás 1937 decembere után következett be, amikor a nyugati közvélemény a nankingi (nanjingi) mészárláshoz hasonló események miatt élesen a japánok ellen fordult. Ezzel együtt egyre növekedett a félelem a japán terjeszkedéstől és érdekeik csorbulásától, amelynek hatására az Amerikai Egyesült Államok, az Egyesült Királyság és Franciaország hiteleket adott a kínai kormánynak, amelyet a háborúra költhetett. Továbbá Ausztrália megakadályozta, hogy egy japán kormányvállalat megvegyen egy vasbányát az országban, és 1938-ban betiltották a vas exportját. Japán azonban egyre erőszakosabb politikát képviselve elérte Francia Indokína határainak lezárását és szállítmányok leállítását 1940 júniusában, majd Nagy-Britannia is lezárni kényszerült a kínaiak szempontjából kiemelt fontosságú burmai utat mintegy negyedévre.
1940-ben az Amerikai Egyesült Államok nem volt hajlandó elismerni a Nankingban székelő Vang Csing-vej (Wang Jingwei)-kormányzatot, és ezzel egy időben megindultak a segélyszállítmányok a csungking (chongqing)i kormány számára. 1941 közepén az USA kormánya finanszírozta az Amerikai Önkéntes Haderő – vagy ismertebb nevén a Repülő Tigrisek – felállítását, hogy átvegyék a visszahívott szovjet légierő és önkéntesek helyét. Claire Lee Chennault parancsnoklása alatt a kezdeti időkben mintegy 300 ellenséges gépet lőttek le, míg a saját veszteség mindössze 14 fő volt. Tették mindezt egy olyan időszakban, amikor a szövetséges erők nagy veszteségeket szenvedtek, így széles elismertségben részesültek a hadsereg egészénél. Továbbá, hogy rákényszerítsék Japánt a kínai hadműveletek befejezésére és az ország elhagyására, az Amerikai Egyesült Államok, Egyesült Királyság és Holland Kelet-India olaj- és acélembargót vezetett be az országgal szemben. Ezek nélkül a fontos nyersanyagok nélkül lehetetlenné vált számukra a hadjárat folytatása. Japán történészek és szakértők egyenes úgy vélték, hogy a teljes japán gazdaság megbénult volna fél éven belül az embargó hatására. Ekkor határozta el magát a japán vezetés végleg Pearl Harbor megtámadására.

### A nyugati szövetségesek belépése a háborúba
Két nappal a Pearl Harbor-i csata után, december 9-én Csang Kaj-sek (Chiang Kai-shek) bejelentette Kína csatlakozását a szövetséges hatalmakhoz, kihirdette a hadiállapotot Japánnal szemben és egy napra rá hadat üzent Németországnak és Olaszországnak. Ezzel szinte egy időben a Nemzeti Forradalmi Hadsereg döntő győzelmet aratott a japánok felett a második csangsai (changshai) csatában, ezzel jelentősen megnövelte a csungkingi (chongqingi) kormány presztízsét. Franklin D. Roosevelt amerikai elnök úgy utalt az Amerikai Egyesült Államokra, az Egyesült Királyságra, a Szovjetunióra és Kínára, mint a világ négy rendőrére, amely Kína nemzetközi szerepét nagyon megnövelte az elmúlt száz évhez képest.
Csang Kaj-sek (Chiang Kai-shek) ezután is kapta a felszerelést az Amerikai Egyesült Államoktól, azt azonban az országba juttatni igen nehéz volt. Az összes fontos kínai kikötő japán megszállás alatt állt, a Vietnám-Jünnan vasútvonal (Vietnám-Yunnan vasútvonal) a területre való 1940-es japán bevonulás után nem volt használható, és a burmai út is elzárult 1942-ben, Burma japán megszállása után. 1945-ig ezért az ország mindössze az amerikai légierő Himalája felett átszállított hadianyagaira számíthatott. Ráadásul a Szovjetunió sem engedélyezte a amerikaiaknak, hogy a területükön keresztül Hszincsiangba (Xinjiangba) szállítsák a hadianyagot, mivel a tartomány hadura, Seng Si-caj (Sheng Shicai) a Kuomintang (Guomindang) buzdítására a kommunisták ellen fordult. Bár mindezek ellenére a védelemre még mindig elég ereje volt, a kínai kormánynak sosem állt rendelkezésére elegendő fegyver ahhoz, hogy nagyobb ellentámadásokat indítson a japánok ellen.
Időközben az amerikaiak Joseph Stilwell tábornokot, a burmai amerikai csapatok parancsnokát küldték Kínába, akit Csang (Chiang) kinevezett vezérkari főnökévé. A Japánnal való ötéves harc után sokan remélték a kínai vezetésben, hogy a szövetségesek nagyobb terhet vállalnak magukra a japánok elleni harcban. Stilwell azonban a kínai hadsereg megreformálásával kívánta kezdeni munkáját, amely azonban kemény ellenállást váltott ki a Kuomintang (Guomindang) vezetésében és Csangban (Chiangban) is, hiszen így hatalmának alapjaitól fosztották volna meg. Ezután a két férfi kapcsolatát az állandó viták és a civakodás jellemezte, amelyet többféleképpen is magyaráznak a történészek. Az egyik vélekedés szerint a Kuomintang (Guomindang) vezetése túlságosan korrupt és inkompetens volt, míg mások úgy gondolják az ügy ennél sokkal összetettebb volt. Stilwell teljes irányítást szeretett volna a kínai hadsereg felett, míg Csang (Chiang) ezt vehemensen ellenezte, attól tartva, hogy az egységek túlságosan is önállósodni fognak. Ezen kívül Csang (Chiang) inkább a védelem mellett tört lándzsát, a szövetségesek többszöri felszólítása ellenére is, hiszen Kína már így is hatalmas veszteségeket szenvedett a japánok elleni harcokban. Ezért fokozatosan a csendes-óceáni harcok váltak a fő ázsiai hadszíntérré és a Kínából indított támadás helyett a szövetségesek szigetről szigetre haladva, az úgynevezett „békaugrás-hadművelet” keretében közeledtek a Japán anyaföld felé.
A Kína, az Egyesült Államok és az Egyesült Királyság közötti ellentétek többször felszínre kerültek a konfliktus alatt. Winston Churchill brit miniszterelnök vonakodott katonákat szánni arra, hogy a burmai úton folyó közlekedés ismét beindulhasson, ez pedig nem könnyítette meg Kína ellátásának a lebonyolítását. Churchill „Először Németország” stratégiája nem nyerte el Csang (Chiang) tetszését, és amikor az angolok később ragaszkodtak hozzá, hogy újabb kínai csapatokat küldjenek Burmába és Indokínába, Csang (Chiang) úgy látta, hogy kínai katonákat akarnak feláldozni azért, hogy a brit gyarmatokat megtartsák, és a japánok ne törhessenek be Indiába. Továbbá úgy gondolta, hogy a Burmában harcoló egységeket inkább Kelet-Kínába kéne vezényelnie, hogy a fontos repülőtereket megvédhessék, és az innen induló amerikai bombázók stratégiai bombázással törjék meg a japánok erejét. Ennek a stratégiának a legnagyobb támogatója Claire Chennault volt, míg Stilwell erősen ellenezte ezt. Valamint Csang (Chiang) kifejezte a támogatását az indiai szabadságmozgalom irányába, amikor 1942-ben találkozott Mahatma Gandhival, ezzel tovább rontva a kínai-brit kapcsolatokat.
1943-ban Franklin D. Roosevelt amerikai elnök, Winston Churchill brit miniszterelnök és Csang Kaj-sek (Chiang Kai-shek) Kairóban találkozott. Itt az amerikaiak és a britek lemondtak az országban élvezett területenkívüliség jogáról, és döntöttek arról, hogy a háború befejeződése után Kína visszakapja Mandzsúriát és Tajvan szigetét.

### A nagy hadműveletek újraindulása

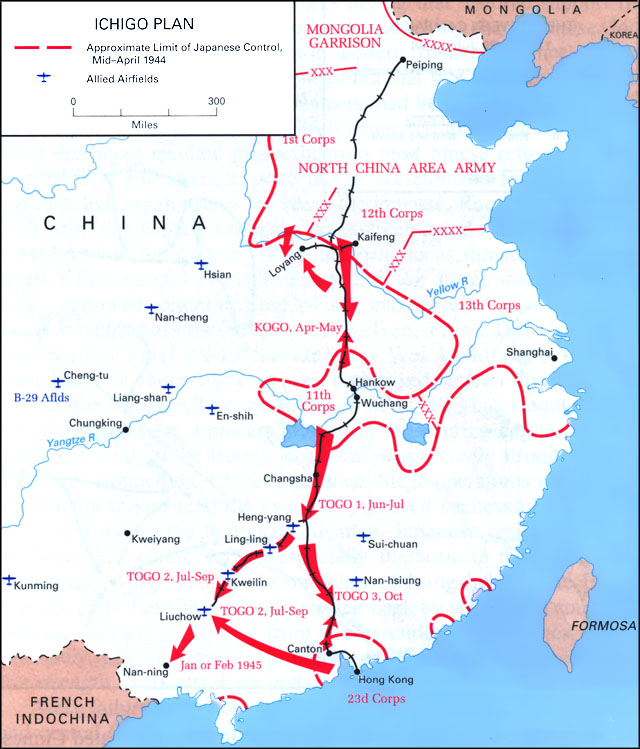
Az Icsi-Gó hadművelet főbb japán hadmozdulatai

1944 tavaszán a japán hadvezetés mintegy 400 000 katonával indított támadást Dél-Kínában, az úgynevezett Icsi-Gó hadműveletet. A cél az volt, hogy teljes egészében megszerezzék a Mandzsúria és Indokína között húzódó vasútvonalakat, valamint erős szárazföldi bázist építsenek ki az országban, a veszélyeztetett tengeri útvonalak alternatívájaként. Egyúttal az amerikai repülőterek megsemmisítése is fontos cél volt. A támadás sikerrel járt, és a csungking (chongqing)i kormány hatalmas veszteségeket szenvedett, a japánok pedig minden lényeges célt elértek, és megszerezték az ország szinte teljes vasúthálózatának ellenőrzését. Az esemény Stilwell tábornok összetűzésbe került a nacionalista kormánnyal, és felvette a kapcsolatot a jenan (yan'an)i kommunistákkal, a nacionalista tiltakozás ellenére júliusban pedig követséget küldött hozzájuk. Csang (Chiang) októberben elérte Stilwell leváltását, akinek helyére Albert Wedemeyer vezérőrnagy került. Patrick Hurley tábornok azonban folytatta a közvetítést a két fél között, eredménytelenül.
Azonban a kínaik számára is történtek biztató események. Szun Li-zsen (Sun Liren) csapatai Indiából, Vej Li-huang (Wei Liuhuang) csapatai pedig Jünnan (Yunnan)ból kiindulva sikeres támadást intéztek az észak-burmai japán erők ellen, és a Kína szempontjából különös fontosságú burmai út teljes szakaszát az ellenőrzésük alá vonták. 1945 tavaszán a kínaiak offenzívát indítottak, és sikeresen visszafoglalták Nyugat-Hunant és Kuanghszi (Guangxi)t. Mivel a kínai hadsereg már képzésében és felszerelésében is kielégítő volt, Wedemeyer azt tervezte, hogy 1945 nyarán elindítja a Carbonado hadműveletet, amelynek célja előbb Kuangtung (Guangdong) felszabadítása, ezzel egy nagy fontosságú tengeri kikötő megszerzése, majd utána Sanghaj (Shanghai) visszafoglalása lett volna, ám erre már nem került sor.

## A háború vége és következményei

### A japán kapituláció
1945. augusztus 6-án az amerikai légierő egyik B–29-es gépe atombombát dobott Hirosima városára. Augusztus 9-én egy újabb atombombát dobtak le, ezúttal Nagaszakira. Ugyanezen a napon a Szovjetunió felmondta a korábban megkötött megnemtámadási szerződést, és megkezdte Mandzsúria invázióját. A japánok fő erejének számító Kvantung-hadsereg mintegy egymillió emberből állt, ám nagy hiányt szenvedett páncélosokból, tüzérségből és légierőből, így mindössze két hét alatt súlyos vereséget szenvedett.
Csang Kaj-sek (Chiang Kai-shek) augusztus 11-én parancsot adott a kommunistáknak, hogy maradjanak állásaikban, valamint felszólította a japán erőket, hogy álljanak ellen a kommunista csapatoknak. Hirohito japán császár augusztus 15-én bejelentette a rádióban Japán megadását, és a kapitulálási okmányt szeptember 2-án írta alá a japán delegáció a USS Missouri csatahajó fedélzetén. Ezután a távol-keleti csapatok parancsnoka, Douglas MacArthur tábornok arra szólította fel a Kínában (Mandzsúria kivételével), Tajvanon és Indokínában állomásozó japán csapatokat, hogy Csang Kaj-sek (Chiang Kai-shek) nemzeti erőinek adják meg magukat. A japán erők hivatalosan szeptember 9-én kapituláltak a kínai csapatoknak, a megadási ceremónián japán részről Okamura Jaszudzsi tábornok, a Kínai Expedíciós Hadsereg parancsnoka vett részt, aki Ho Jing-csin (He Yingqin) tábornok előtt kapitulált.
A kommunista erők közelebb helyezkedtek el a japánokhoz, így októberig mintegy 2 millió km² kiterjedésű, 120 milliós lakosú területet ők szabadítottak fel. Az előnytelenebb elhelyezkedésű nacionalista erőket az Egyesült Államok segítette, mintegy félmillió katonát átdobva a nagyvárosokba légi- és vízi úton. Mandzsúria birtokbavételét a szovjetek azonban megakadályozták, és a kommunistáknak nyújtottak segítséget szállítóeszközök, illetve a zsákmányolt japán fegyverek átadásával. Ebből kifolyólag csak novemberben kezdődhetett meg a nacionalista csapatok beérkezése a területre, amely májusig szovjet katonai megszállás alatt maradt. Ezalatt leszerelték annak teljes iparát, nehogy a nacionalisták hadi kapacitását növeljék.

### A polgárháború újraindulása
A partizán-hadviselésnek köszönhetően a kommunista egységek sokkal közelebb helyezkedtek el a japán csapatokhoz, mint a nacionalisták. Ennek köszönhetően igen gyorsan, viszonylag nagy területeket vontak irányításuk alá, ám ez főleg a vidékre korlátozódott. A nacionalista hadvezetés augusztus 11-én parancsot adott a kommunista csapatoknak arra, hogy maradjanak helyükön további parancsig, ám Csu Te (Zhu De) tábornok ezt nem hajtotta végre. A Kuomintang (Guomindang) csapatai végül amerikai segítséget kaptak, hogy a kommunisták előtt érhessék el a fontos nagyvárosokat.
Az egyre növekvő feszültségek hatására az amerikaiak vállalták a közvetítő szerepét a két fél között. 1945. augusztus 28-án Csungking (Chongqing)ban találkozott Csang Kaj-sek (Chiang Kai-shek) és Mao Ce-tung (Mao Zedong). Itt megegyezés született a nemzetgyűlés összehívásának előkészítésére, más kérdésekben azonban nem sikerült egyezségre jutni. Még a meghozott döntés végrehajtására is egészen 1946. január 10-ig kellett várni. A megbeszélések látszólag jól haladtak, azonban a Kuomintang (Guomindang) kezdettől fogva nem tartotta be a megállapodásokat, sőt mintegy 200 hadosztályt vontak össze a kommunisták állásainak közelében. A háborúskodás végül 1946 tavaszán újult fel, és váltakozó sikerrel folyt. A nacionalista előrenyomulás azonban megtört 1947 nyarán, és ezután a kommunista erők folyamatosan szorították őket vissza. 1949. április 21-én másodszorra vesztették el a fővárost, Nankingot (Nanjingot), és a Kuomintang (Guomindang)-kormány előbb Kantonba (Guangzhouba), majd végül a japánoktól négy éve visszaszerzett Tajvan szigetére menekült.

### A háború emlékezete

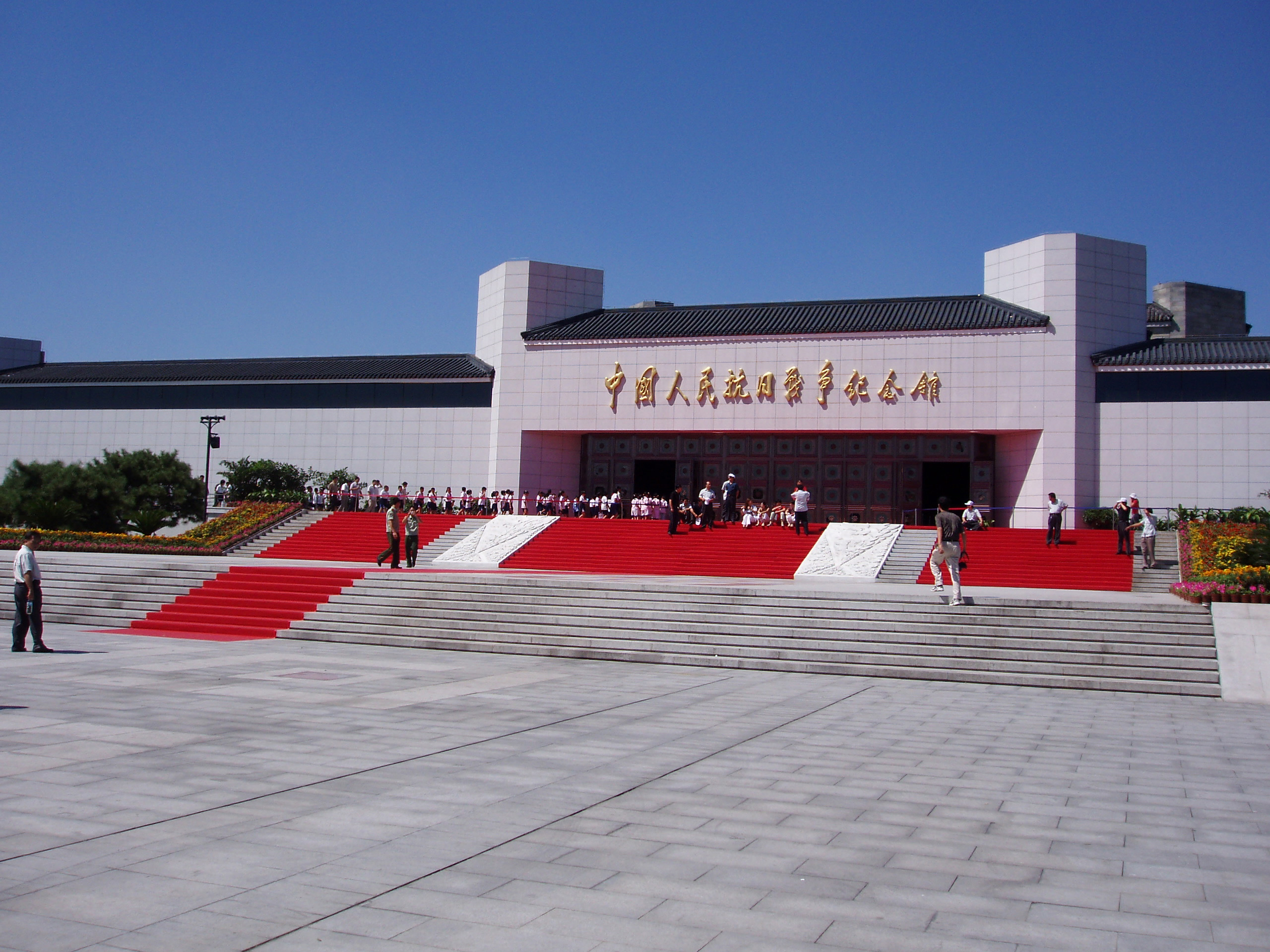
A Japán-ellenes Háború Emlékmúzeum a Marco Polo híd közelében

A korábbi időszakban a Japán-ellenes Háború Emlékmúzeumban és a szárazföldi kínai tankönyvekben az az álláspont volt bevett, hogy a nacionalisták kerülték az összeütközést a japánokkal, folyamatosan visszavonulva, így a kommunistákra hárult a háború megvívásának legnagyobb része. Manapság azonban, ahogy változik a politikai helyzet és a két Kína lassú közeledést folytat, ez a felfogás gyökeresen megváltozott. A szárazföldi történetírás ma már úgy tartja, hogy a Kuomintang (Guomindang) tábornokai sokszor jelentős mértékben hozzájárultak a győzelem kivívásához, és a nacionalista erők véres, ámde eredménytelen küzdelmet folytattak a japánok ellen, míg a kommunisták inkább az ellenség vonalai mögött fejtettek ki nagy aktivitást. A megbékülés és a kapcsolatok javítása érdekében tehát egyenlő értékű félnek nyilvánították a nacionalistákat, a győzelmet nem egy politikai oldalnak, hanem az egész kínai népnek tulajdonítva.
Más történészek azonban úgy gondolják, hogy a kommunista erők igen kis szerepet játszottak a háborúban, mert amíg a nacionalisták nagy erőket mozgósítottak a háborúban, addig a kommunisták a háború utáni harcokra gyűjtötték erejüket. Ez a Kuomintang (Guomindang) erőinek tulajdonítja a háborús erőfeszítések oroszlánrészét és ezt Csou En-laj (Zhou Enlai) 1940-ben Sztálinnak küldött titkos jelentése is alátámasztja. Ebben a jelentésben azt írja Csou (Zhou), hogy a háborúban megölt majdnem egymillió katonából mindössze 40 000 volt kommunista. Más szavakkal élve: a kommunisták vesztesége a háború feléig mintegy három százalékát tette csak ki az összes veszteségnek. Ez annak volt köszönhető, hogy a 22 döntő csata semelyikében sem vettek részt, kerülték a nyílt összecsapásokat és főleg a gerilla-hadviselést alkalmazták. Miközben a Kuomintang (Guomindang) a sanghaji csatától kezdve legjobb csapatait küldte az első vonalba, a kommunisták inkább hátravonták erőiket, és politikai hadviselésbe kezdtek Japán ellen, és 1941-ben kijelentették, hogy a pártnak meg kell őriznie erejét, és várnia kell a legkedvezőbb alkalomra. A japánok a háború folyamán a nacionalistákat tekintették fő ellenfelüknek, és folyamatos bombázás alatt tartották a háborús fővárosukat, Csungking (Chongqing)ot, ezzel az egyik legtöbbet bombázott várossá téve azt.
1972-ben, amikor Japán felvette a diplomáciai kapcsolatot a Kínai Népköztársasággal, Mao Ce-tung (Mao Zedong) találkozott a japán miniszterelnökkel, Tanaka Kakueivel. Amikor Tanaka bocsánatot kért Kína lerohanásáért, Mao ezt válaszolta:
Nem kell bocsánatot kérnie, az országa nagy szolgálatot tett Kínának. Miért? Ha a Japán Császárság nem kezdi el a háborút, hogyan váltak volna a kommunisták hatalmassá és erőssé? Hogyan tudtuk volna megdönteni a Koumintang (Guomindang)ot? Hogyan tudtuk volna legyőzni Csang Kaj-sek (Chiang Kai-shek)et? Nem, mi hálásak vagyunk, és nem szeretnénk az Önök sajnálkozását.

## Háborús veszteségek

### Kínai veszteségek
- A kínai források 35 millió főben adják meg az ország teljes veszteségét a japánok elleni harcban.[99] A nyugati történészek többsége azonban inkább 20 millió körülire teszi a kínai áldozatok számát.[100]
- Tajvani becslések szerint a Nemzeti Forradalmi Hadsereg vesztesége 3 238 000 fő (1 797 000 sebesült 1 320 000 halott 120 000 eltűnt), a Kínai Köztársaság civil vesztesége pedig 5 787 352 fő. A nacionalista haderő 22 olyan csatában vett részt, amelyben 100 000-nél több katona harcolt mindkét oldalon, 1171 olyan összecsapásban, amelyben mindkét fél több mint 50 000 katonát sorakoztatott fel, és 38 931 kisebb összeütközésben.[101]
- Egy amerikai egyetemi tanulmány a következőre becsli a katonai áldozatok számát: 1,5 millió harcban elhunyt, 750 000 harcban eltűnt, 1,5 millió halott és 3 millió sebesült a járványok következtében; a covoé áldozatok számát pedig: 1 073 496 halott és 237 319 sebesült a katonai akciók következtében; 335 934 halott és 426 249 sebesült a japán bombázások miatt.[102]
- A három pusztítás (mindent felgyújtani, mindenkit megölni, mindent elrabolni) stratégiája Micujosi Himeta történész szerint 2,7 millió kínai halálát okozta.[62]
- A Kínát ért anyagi veszteség 383 milliárd amerikai dollárra rúgott, 1937-es átváltás szerint, ez körülbelül 50-szerese Japán éves bevételeinek (ami akkor 7,7 milliárd amerikai dollárra rúgott).[103] A gazdaság súlyos károkat szenvedett. A háború során a megszállt legfejlettebb területek elvesztésével az ipari termelés 12%-ra esett vissza, a kormány bevételei 60%-kal csökkentek. Élelmiszer- és nyersanyaghiány alakult ki, hiperinfláció következett be. Megnövekedett a korrupció, a gazdaságot állami ellenőrzés alá helyezték.[104]

### Japán veszteségek
- A japán kormány adatai alapján a japán katonai veszteség 396 000 főt jelentett: a Japán Birodalmi Hadsereg vesztesége 388 605 katona volt, míg a Japán Császári Haditengerészet mintegy 8000 tengerészt veszített. A háború után még mintegy 54 000 japán katona halt meg a kínai fogolytáborokban alultápláltság és betegségek miatt.[105] A második világháború során elesett 1 740 955 japán katona mintegy 22%-a Kínában vesztette életét.[106]
- A kínai kommunista források szerint a hadseregük 1 704 117 japán katonát ölt meg a háború alatt. Ez a szám szinte akkora, mint az ország teljes vesztesége az egész világháborúban, ráadásul a japánok háromszoros erőfölényben voltak a kínai kommunistákkal szemben. Ezek alapján a nacionalista hadügyminiszter, Ho Jing-csin (He Yingqin) propagandának minősítette ezt a kijelentést.[107]
- A kínai nacionalista források szerint japán élőerő vesztesége 1,77 millió halott és 1,9 millió sebesült volt.[108] A Kínai Köztársaság hivatalos szervei megkérdőjelezték a japánok állításait a veszteségekkel kapcsolatban. Elmondásaik alapján a japánok túlzottan felnagyították a kínai veszteségeket, míg a saját veszteségüket jelentősen lekicsinyítették, ezzel hamis képet mutatva a háborús erőviszonyokról.[109][110][111]

## Háborús bűnök
A háború folyamán a japánok több háborús bűncselekményt is elkövettek. Ezek egyike volt a nankingi mészárlás (nanjingi mészárlás), amely során több tízezer kínai férfit, nőt és gyereket öltek meg, és rengeteg nőt megbecstelenítettek. A fosztogatás során a város mintegy harmada leégett, és a tisztek képtelenek voltak katonáikat féken tartani. Mikor a japán csapatok bevonultak a városba, a kínai sereg elmenekült, vagy tagjai egyenruhájukat levetve, fegyverüket eldobva elvegyültek a civil lakosság között. Részben ezért férfiak ezreinek a kezét kötözték össze, a városfalakon kívülre kísérték őket, és itt géppuskákkal, valamint szuronyokkal végeztek velük. Ahogy az előrenyomulás folytatódott, még mintegy harmincezer kínai katonát ejtettek fogságba. Őket a Jangce (Yangtze) partjára terelték és a folyóba géppuskázták. Ezen kívül még sok hasonló incidensre is sor került, ami nem csak Kínában, de Japánban is egyre negatívabb visszhangot kezdett kelteni.

### Biológiai fegyverek

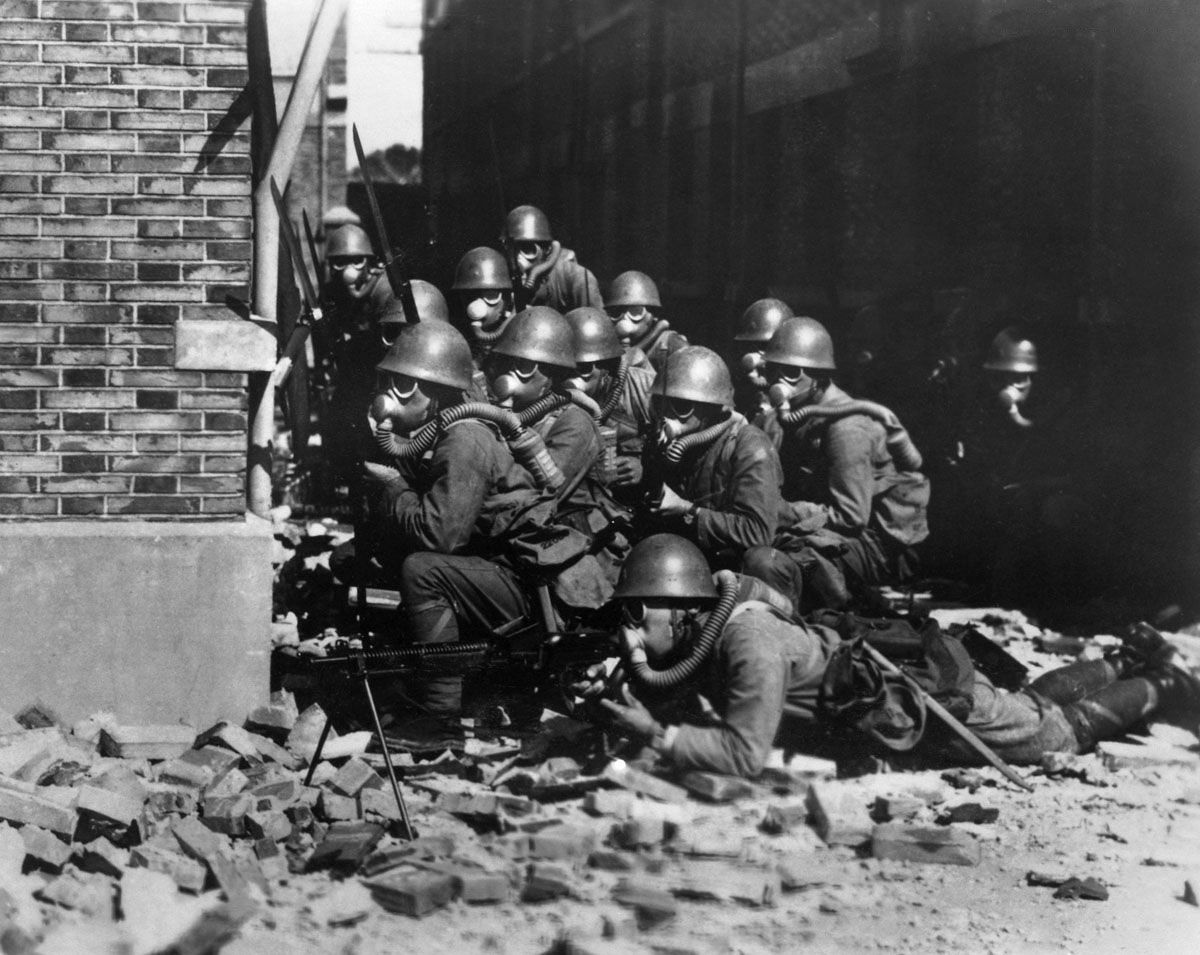
A Japán Partraszálló Erő katonái a sanghaji (shanghai) csata idején, gázmaszkban egy lehetséges ellenséges gáztámadás ellen

A hágai egyezmények harci gázok alkalmazását tiltó cikkelye és a Népszövetség 1938-as elítélő határozata ellenére Japán a háború folyamán végig alkalmazott vegyi és biológiai fegyvereket. Josimi Josiaki és Macuno Szeija történészek szerint ezek alkalmazására Hirohito japán császár adott külön felhatalmazást a japán vezérkarnak. Például a császár 375 alkalommal engedélyezte külön a mérges gázok bevetését a vuhan (wuahn)i csatában 1938 augusztusa és októbere között. Csangte megtámadása során szintén sor került bevetésükre. Ekkor a parancsot Kanin Kotohito japán herceg és Szugijama Hadzsime tábornokok adták ki.
A biológiai fegyverek kifejlesztésével Isii Siró ezredes 731-es alakulata foglalkozott. Az ő általuk kikísérletezett fegyvereket szintén előszeretettel vetették be a harcok folyamán. Például 1940-ben a japán légierő Ningpót bubópestissel fertőzött bolhákkal bombázta, ezzel súlyos járványt előidézve a városban. Ezeket a fegyvereket alkalmazásuk előtt élő embereken, leginkább kínai civileken vagy hadifoglyokon tesztelték. A kutatólabort 1945 augusztusában, a szovjet csapatok közeledésére felrobbantották.

## Fordítás
Ez a szócikk részben vagy egészben  a   Second Sino-Japanese War című angol Wikipédia-szócikk ezen változatának fordításán alapul.  Az eredeti cikk szerkesztőit annak laptörténete sorolja fel. Ez a jelzés csupán a megfogalmazás eredetét és a szerzői jogokat jelzi, nem szolgál a cikkben szereplő információk forrásmegjelöléseként.